# Whispering City
Pour plus de détails, voir Fiche technique et Distribution.
Whispering City est un film québécois réalisé par Fedor Ozep, sorti en 1947. Le film a été tourné à Québec et aux Chutes Montmorency.

## Synopsis
Le film La Forteresse, tourné au même moment (1947) par le même Fedor Ozep, est la version en français de Whispering City

## Fiche technique
- Réalisation : Fedor Ozep
- Scénario : Rian James et Leonard Lee d'après une idée originale de Michael Lennox et George Zuckerman
- Dialogues additionnels : Gina Kaus, Hugh Kemp et Sydney Banks
- Production : George Marton
- Producteur délégué : Paul L'Anglais
- Musique : Morris C. Davis et André Mathieu
- Photographie : Guy Roe
- Montage : Leonard Anderson
- Direction artistique : William Koessler
- Son : Edward Fenton
- Bruitage : Marcel Giguère et Marc Audet
- Décors : Dan Doran et Hans Berenos
- Société de production : Quebec Productions
- Budget : 750 000 dollars canadiens (avec La Forteresse)
- Pays d'origine :  Canada
- Langue : anglais
- Genre : drame, film policier
- Durée : 98 minutes
- Date de sortie : 20 novembre 1947 aux États-Unis

## Distribution
- Paul Lukas : Albert Frédéric
- Mary Anderson : Mary Roberts
- Helmut Dantine : Michel Lacoste
- John Pratt : Edward Durant
- George Alexander : Inspecteur Renaud
- Joy Lafleur : Blanche Lacoste
- Mimi D'Estée : Renée Brancourt
- Arthur Lefebvre : Conducteur de calèche
- Henri Poitras : Détective
- Lucie Poitras : Sœur à la chambre d'hôpital
- Germaine Lemyre : Fille aux clefs de Brancourt
- Neil Chotem : Lui-même (pianiste)